# Théorème de Dvoretzky-Rogers
Ne doit pas être confondu avec Théorème de Dvoretzky.
Le théorème de Dvoretzky-Rogers, dû à Aryeh Dvoretzky et Claude Ambrose Rogers, est un théorème mathématique d'analyse fonctionnelle sur les séries dans les espaces de Banach.

## Lemme de Dvoretzky-Rogers
Ce lemme sur les espaces vectoriels normés de dimension finie garantit l'existence d'une base dans laquelle la norme euclidienne des coordonnées fournit une certaine estimation de la norme :
La qualité de l'estimation dépend du nombre m de termes de la somme. La valeur maximale du coefficient, égale à 1+√n – 1, dépend de la dimension, mais on obtient une majoration indépendante de la dimension si l'on restreint le nombre m de termes, comme dans le corollaire suivant, qui est l'ingrédient essentiel de la démonstration du théorème de Dvoretzky-Rogers :

## Théorème de Dvoretzky-Rogers
Théorème de Dvoretzky-Rogers — Soit E un espace de Banach de dimension infinie. Pour toute suite (an)n∈ℕ de réels positifs de carré sommable, il existe une suite (xn)n∈ℕ de vecteurs de E telle que ║xn║ = an et que la série des xn soit commutativement convergente.
Pour le démontrer, on considère une suite de sous-espaces de dimensions finies appropriées, dans lesquels on choisit, à l'aide du corollaire ci-dessus, les vecteurs voulus.

## Conséquences

### Une caractérisation des espaces de dimension finie
En appliquant le théorème de Dvoretzky-Rogers à des an positifs tels que la somme des an2 soit finie mais pas la somme des an — par exemple an = 1/n —, on conclut que si un espace de Banach est de dimension infinie, alors il contient des séries commutativement convergentes mais non absolument convergentes. Comme le théorème de réarrangement de Riemann garantit la réciproque, on en déduit le corollaire suivant (parfois nommé aussi « théorème de Dvoretzky-Rogers ») :

Un espace de Banach E est de dimension finie si et seulement si, dans E, toute série commutativement convergente est absolument convergente.

### Un théorème d'Orlicz
D'après un théorème de Władysław Orlicz, toute série commutativement convergente ∑nxn dans Lp([0, 1]) (avec 1 ≤ p < ∞), vérifie ∑n║xn║r < +∞ pour r = max(2, p). Par conséquent, dans L2([0, 1]), une série ∑nxn telle que ∑n║xn║2 = +∞ ne peut pas être commutativement convergente. Ceci montre que l'hypothèse du théorème de Dvoretzky-Rogers ne peut pas être affaiblie puisque pour cet espace, la condition suffisante est également nécessaire.
Inversement, le théorème de Dvoretzky-Rogers rend naturelle, dans le théorème d'Orlicz, la restriction aux exposants supérieur ou égaux à 2, puisqu'il montre que pour tout espace de Banach de dimension infinie, si un nombre r est tel qu'une série commutativement convergente ∑nxn vérifie toujours ∑n║xn║r < +∞, alors ℓ2 ⊂ ℓr donc r ≥ 2.